# Evasterias
Evasterias — род морских звезд из отряда Forcipulatida. В ископаемом состоянии неизвестны.
Типовой вид — Evasterias troschelii (Stimpson, 1862). Лучей обычно 5, они толстые и довольно длинные. Центральный диск небольшой. Дорсальные пластины и косточки маленькие и сетчатые, в то время как имеется три или более регулярных ряда крепких интеракциональных шипов и пластин. Увеличенное количество рядов интеракциональных пластин и их более тесное соединение являются основными отличиями представителей этого рода, но количество пластин меняется с возрастом, так что молодые особи в этом отношении по существу похожи на представителей рода Asterias.

## Классификация
На февраль 2025 года в род включают 4 вида:
- Evasterias derjungini (Djakonov, 1938)
- Evasterias echinosoma Fisher, 1926
- Evasterias retifera Djakonov, 1938
- Evasterias troschelii (Stimpson, 1862)